# Liga Niezwykłych Dżentelmenów
Liga Niezwykłych Dżentelmenów (ang. The League of Extraordinary Gentlemen) to seria komiksowa autorstwa Brytyjczyków Alana Moore’a (scenariusz) i Kevina O’Neilla (rysunki), ukazująca się od 1999 roku.

## Fabuła
Grupa fikcyjnych postaci, znanych z literatury, filmów i telewizji, jednoczy się w obliczu zagrożeń, które mogą zachwiać bezpieczeństwem świata.

## Publikacja
Seria ukazuje się w formie pojedynczych zeszytów i wydań zbiorczych oraz samodzielnych powieści graficznych. Oryginalnymi wydawcami serii są amerykańskie oficyny: DC Comics (1999–2007) i Top Shelf Comics (od 2009 roku). Po polsku seria ukazuje się nakładem Egmont Polska.
| Zbiorcze wydanie polskie                                    | Zbiorcze wydanie oryginalne                                            |
| ----------------------------------------------------------- | ---------------------------------------------------------------------- |
| Liga Niezwykłych Dżentelmenów Tom 1 (2003)                  | The League of Extraordinary Gentlemen, Volume I (2001)                 |
| Liga Niezwykłych Dżentelmenów Tom 2 (2004)                  | The League of Extraordinary Gentlemen, Volume II (2002)                |
| Liga Niezwykłych Dżentelmenów: Czarne akta (2013)           | The League of Extraordinary Gentlemen, The Black Dossier (2007)        |
| Liga Niezwykłych Dżentelmenów Tom 3: Stulecie - 1910 (2010) | The League of Extraordinary Gentlemen, Volume III: Century 1910 (2009) |
| Liga Niezwykłych Dżentelmenów Tom 3: Stulecie - 1969 (2011) | The League of Extraordinary Gentlemen, Volume III: Century 1969 (2011) |
| Liga Niezwykłych Dżentelmenów Tom 3: Stulecie - 2009 (2012) | The League of Extraordinary Gentlemen, Volume III: Century 2009 (2012) |
| Nemo: Serce z lodu (2014)                                   | Nemo: Heart of Ice (2013)                                              |
| Nemo: Berlińskie róże (2015)                                | Nemo: The Roses of Berlin (2014)                                       |
| Nemo: Rzeka duchów (2015)                                   | Nemo: River of Ghosts (2015)                                           |
| Burza (2019)                                                | The Tempest (2019)                                                     |

## Postaci
Ludzie Prospero (1610–1682) 
- Prospero (William Szekspir Burza)
- Ariel  (William Szekspir Burza)
- Caliban  (William Szekspir Burza)
- Orlando (Ludovico Ariosto Orland szalony)
- Robert Owe-much,
- Don Quixote (Miguel de Cervantes Don Kichot)
- Amber St. Clair (Wieczna Amber, reż. Otto Preminger)
- Christian.

Liga Gullivera (1750–1799) 
- Lemuel Gulliver (Jonathan Swift Podróże Guliwera)
- Dr. Christopher Syn,
- sir Percy Blakeney (Emma "Baronowa" Orczy Szkarłatny kwiat)
- Lady Blakeney (Emma "Baronowa" Orczy Szkarłatny kwiat)
- Nathanael „Natty” Bumppo (James Fenimore Cooper Pięcioksiąg przygód Sokolego Oka)
- Frances „Fanny” Hill (John Cleland Pamiętniki Fanny Hill)
- Orlando.

Liga Wilhelminy Muray – pierwsza
- Wilhelmina Murray (Bram Stoker Drakula),
- kapitan Nemo (Juliusz Verne Dwadzieścia tysięcy mil podmorskiej żeglugi oraz Tajemnicza wyspa),
- Allan Quatermain (bohater serii powieści Henry’ego Ridera Haggarda, m.in. Kopalni króla Salomona),
- Dr. Henry Jekyll i Mr. Edward Hyde (Robert Louis Stevenson Doktor Jekyll i pan Hyde),
- Hawley Griffin – (H.G. Wells Niewidzialny człowiek).

Liga Wilhelminy Muray – druga 
- Wilhelmina Murray,
- Allan Quatermain (jr),
- Orlando,
- A. J. Raffles (postać z serii opowiadań i książek Ernesta Williama Hornunga)
- Thomas Carnacki.

Zespół Warralson
- Jane Warralson,
- William Samson Jr., Wilk Kabulu,
- Peter Brady, Niewidzialny Człowiek,
- Profesor James Gray,
- Żelazny wojownik – gigantyczny robot.

Siedem Gwiazd
- Kapitan Uniwersum,
- Vull Niewidzialny,
- Marsman,
- Satin Astro,
- Flash Avenger,
- Zom,
- Electro Girl.

Les Hommes Mystérieux – francuski odpowiednik ligi, powołany do życia w 1913 roku; obie grupy stoczyły ze sobą bitwę w gmachu Opery Paryskiej; w jej skład weszli:
- Robur Zdobywca,
- Arsene Lupin,
- Nyctalope,
- Fantômas,
- Monsieur Zenith.

Die Zwielichthelden – niemiecki odpowiednik ligi, powołany do życia w 1909 roku; jej siedzibą jest Metropolis; w jej skład weszli:
- Dr. Mabuse,
- Dr. Caligari,
- Dr. Rotwang z robotem Marią,
- Herr Luftkapitan Mors.

## Adaptacja filmowa
W 2003 roku na ekrany kin weszła filmowa adaptacja komiksu.